# دائرة تاوقريت
دائرة تاوقريت إحدى دوائر ولاية الشلف عاصمتها تاوقريت. وتضم كل من بلديات تاوقريت – الظهرة.

## الموقع
يحدها من الشمال البحر المتوسط وبلدية المرسى ومن الغرب اجزاء من تراب ولايتي مستغانم وغليزان ويحدها جنوبا دائرة عين مران اما شرقا فتحدها مصدق والهرانفة، تبعد مدينة تاوقريت عن عاصمة الولاية الشلف بنحو ستين -60- كم، وتمتاز بطابعيها الفلاحي والغابي.

## نظرة تاريخية
لا شك أن الاسم[تاوقريت]يدل على أن المنطقة ذات جذور تاريخية حيث أن هذا الاسم يعود إلى التواجد الروماني بالجزائر وقد أطلق هذا الاسم تيمنا بأحد الرومان الذين سكنوا المنطقة وكان للمنطقة دور فعال إبان التواجد الفرنسي ببلادنا من خلال مساهمة أعيان هذه الناحية في الذود مقومات السكان الاصلية ومد يد العون للمجاهدين إلى غاية الاستقلال.تا وقريت منطقة سياحية.

## جغرافيا
تعتبر منطقة تاوقريت منطقة سهلية جبلية، من جبالها نذكر جبال الظهرة اما الغطاء السهلي فهو مساحة مستغلة زراعيا تقريبا.

## الشؤون الدينية

### المساجد
تحتوي هذه الدائرة على العديد من المساجد التي تشرف عليها مديرية الشؤون الدينية والأوقاف لولاية الشلف تحت وصاية وزارة الشؤون الدينية والأوقاف.
- المسجد العتيق
- مسجد عمرو بن العاص
- مسجد الأمير عبد القادر

### الزوايا
- «زاوية الشعابنية».[2]